# Квіткоїд вусатий
Квіткоїд вусатий (Dicaeum proprium) — вид горобцеподібних птахів родини квіткоїдових (Dicaeidae).

## Поширення
Ендемік філіппінського острова Мінданао. Населяє вологі тропічні первинні і вторинні підгірні і гірські ліси та узлісся на висоті до 1000 м над рівнем моря.

## Спосіб життя
Як і інші квіткоїди, харчується переважно фруктами, особливо інжиром та омелою. Він також доповнює свій раціон павуками. Здобування корму здійснюється в кронах дерев поодинці або парами.